# Grevillea
Grevillea (R.Br. ex Knight, 1809) è un genere di piante appartenente alla famiglia delle Proteacee, diffuso in Australia, Nuova Guinea, Nuova Caledonia ed Indonesia.
Il nome del genere è un omaggio a Charles Francis Greville (1749-1809), uno dei fondatori della Royal Horticultural Society.

## Tassonomia
All'interno del genere Grevillea sono attualmente incluse 374 specie.

### Alcune specie

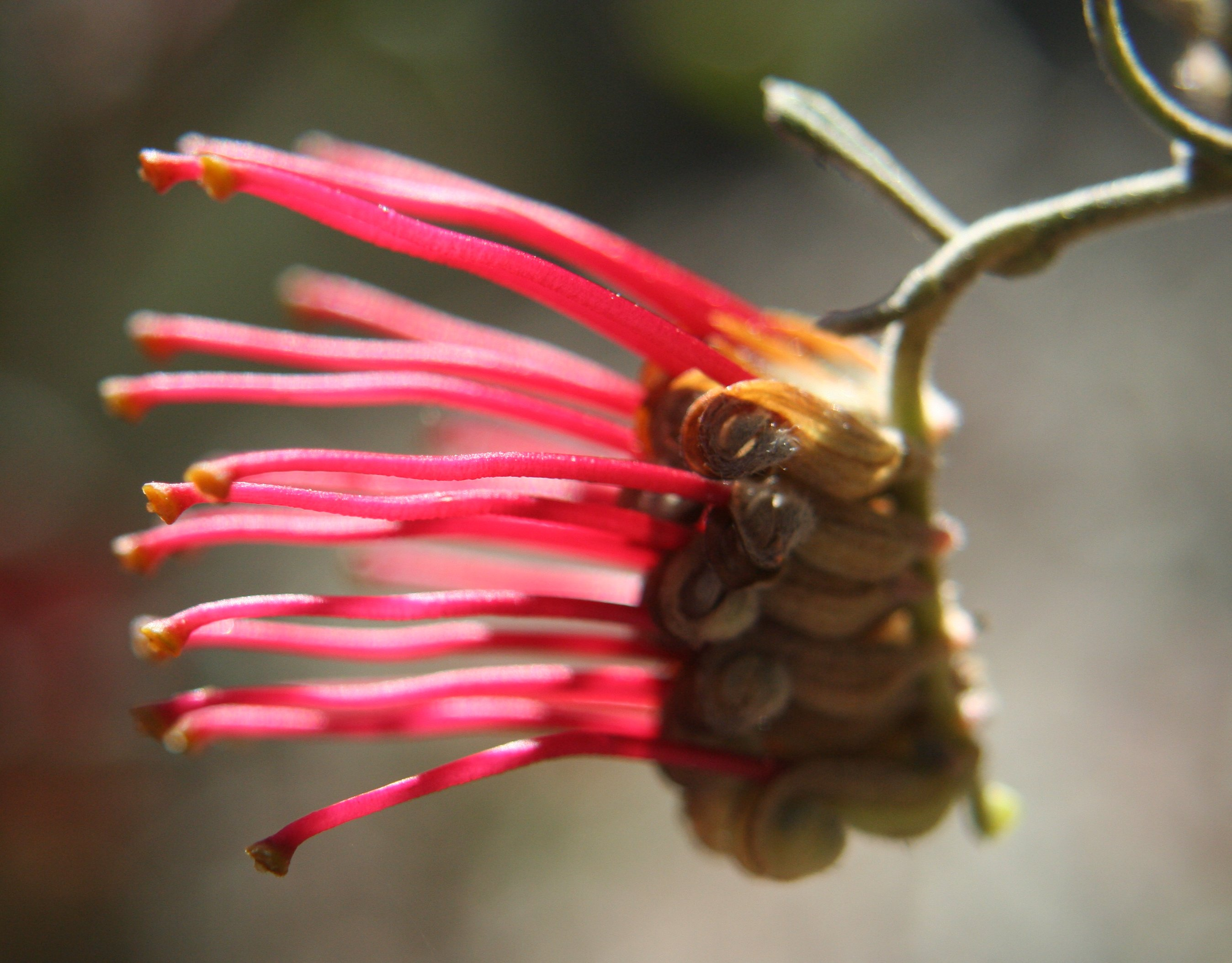
Grevillea aquifolium
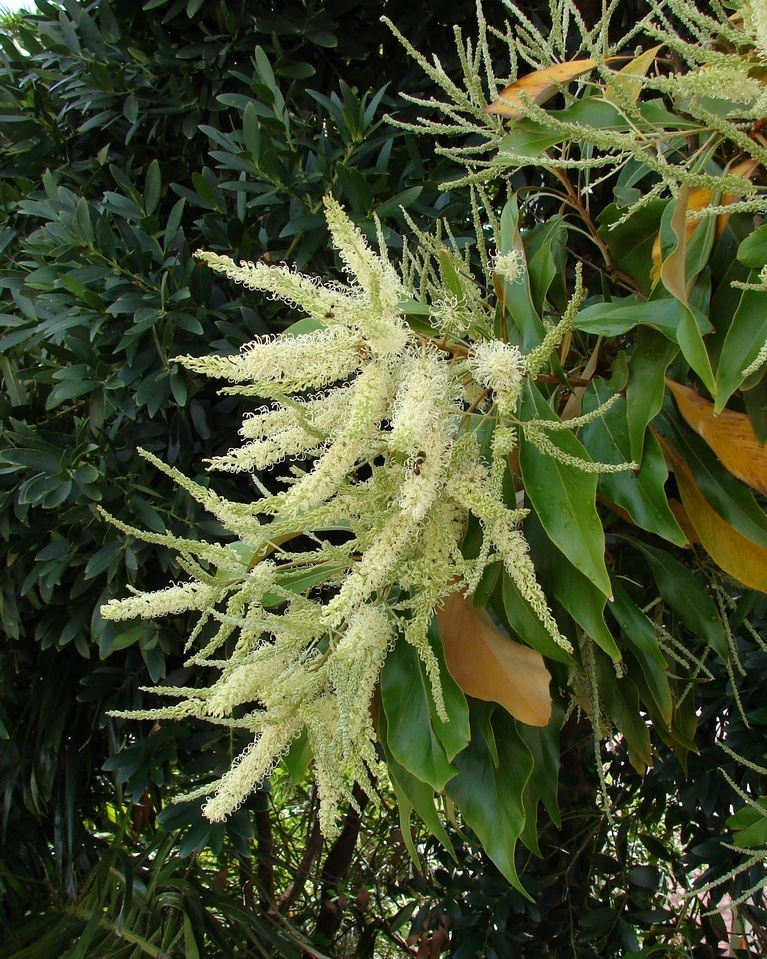
Grevillea baileyana
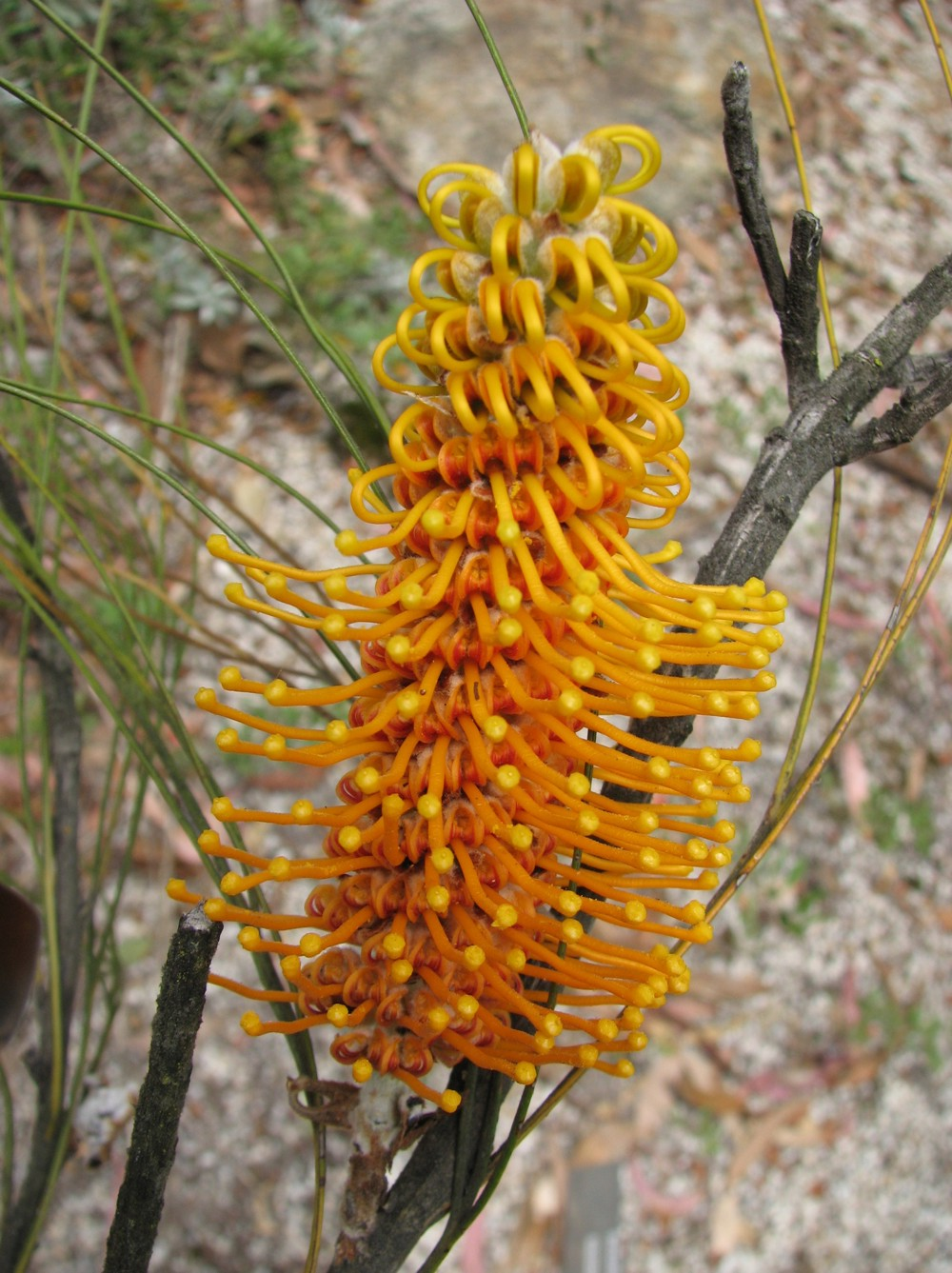
Grevillea excelsior
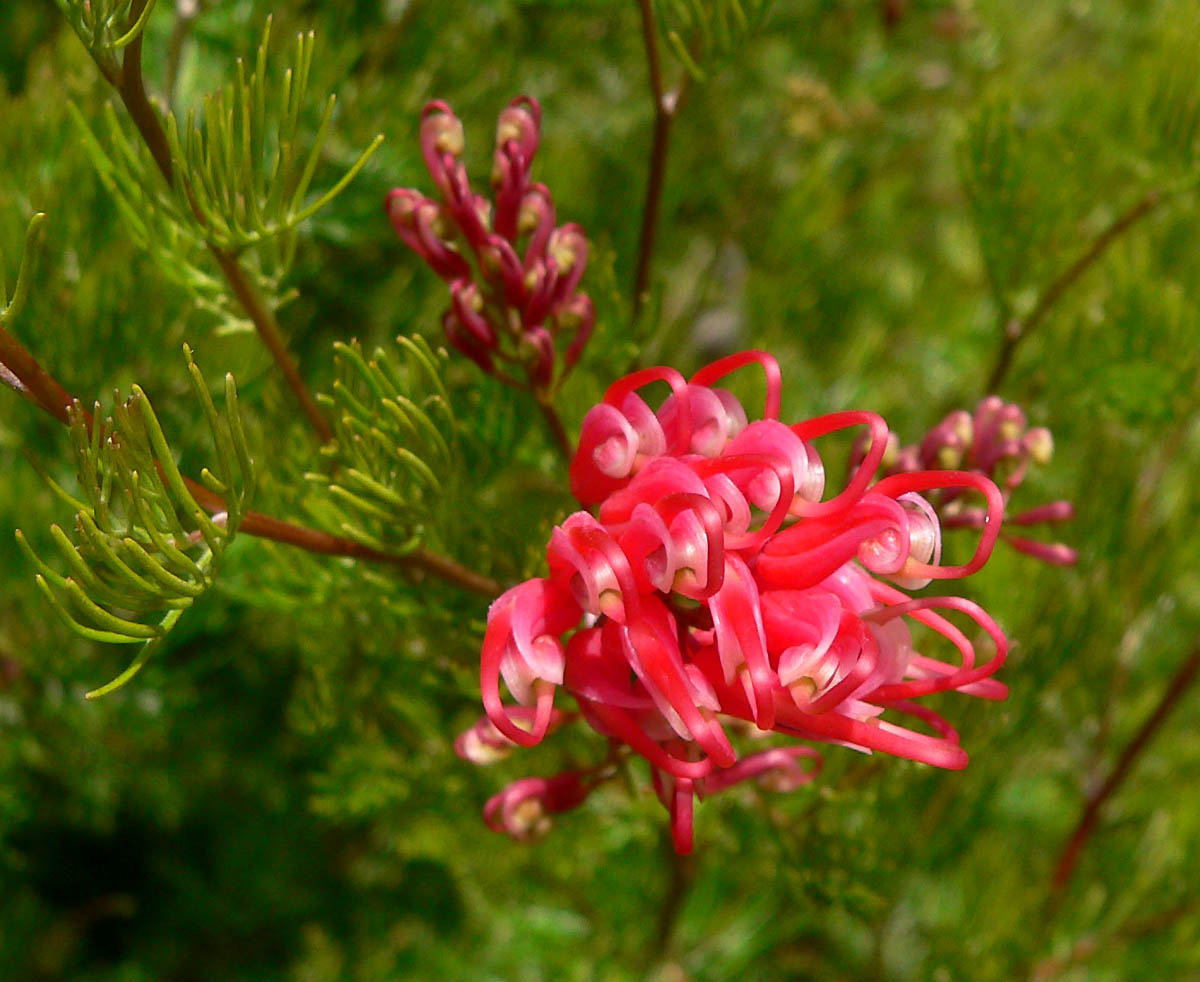
Grevillea fililoba
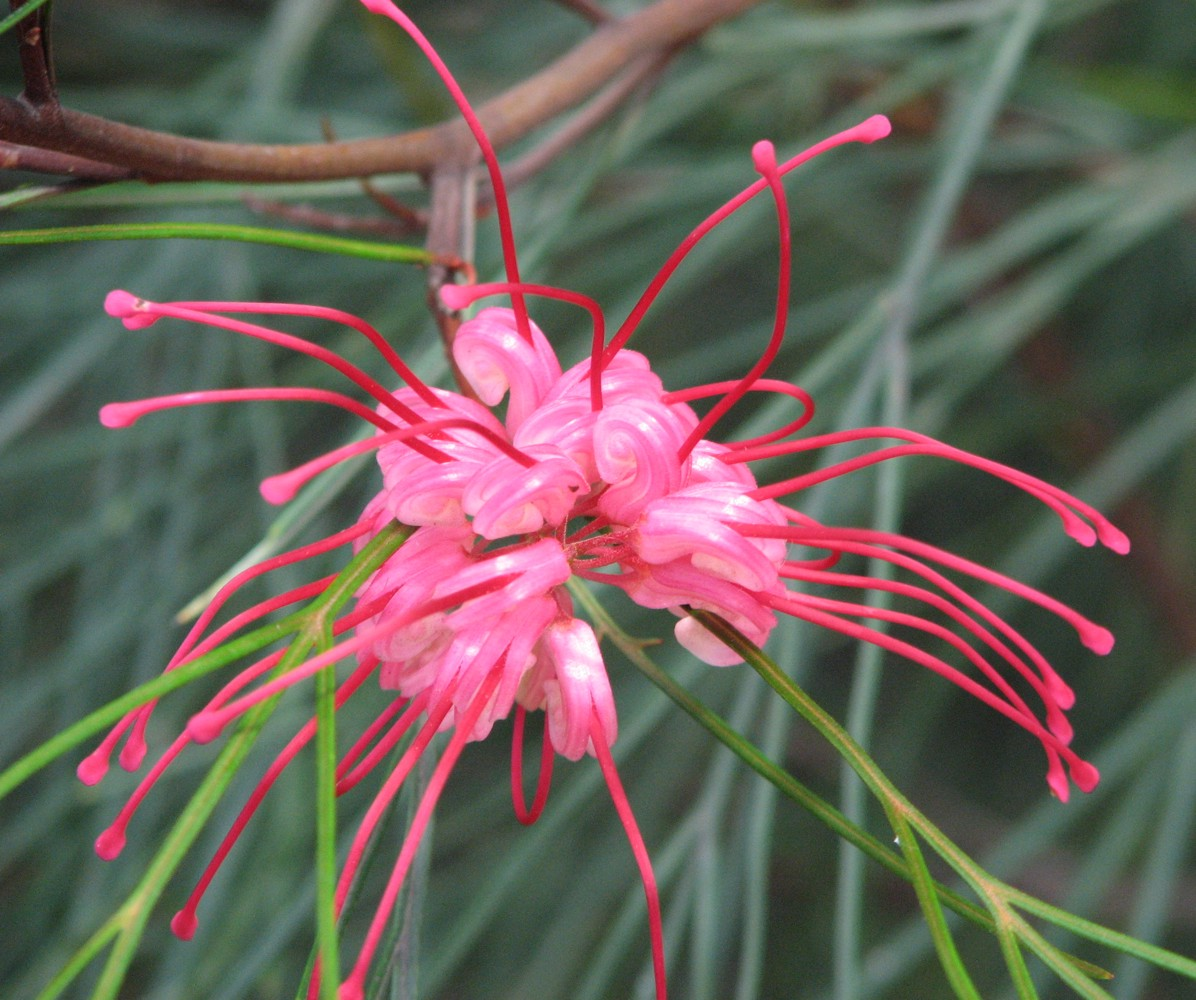
Grevillea longistyla
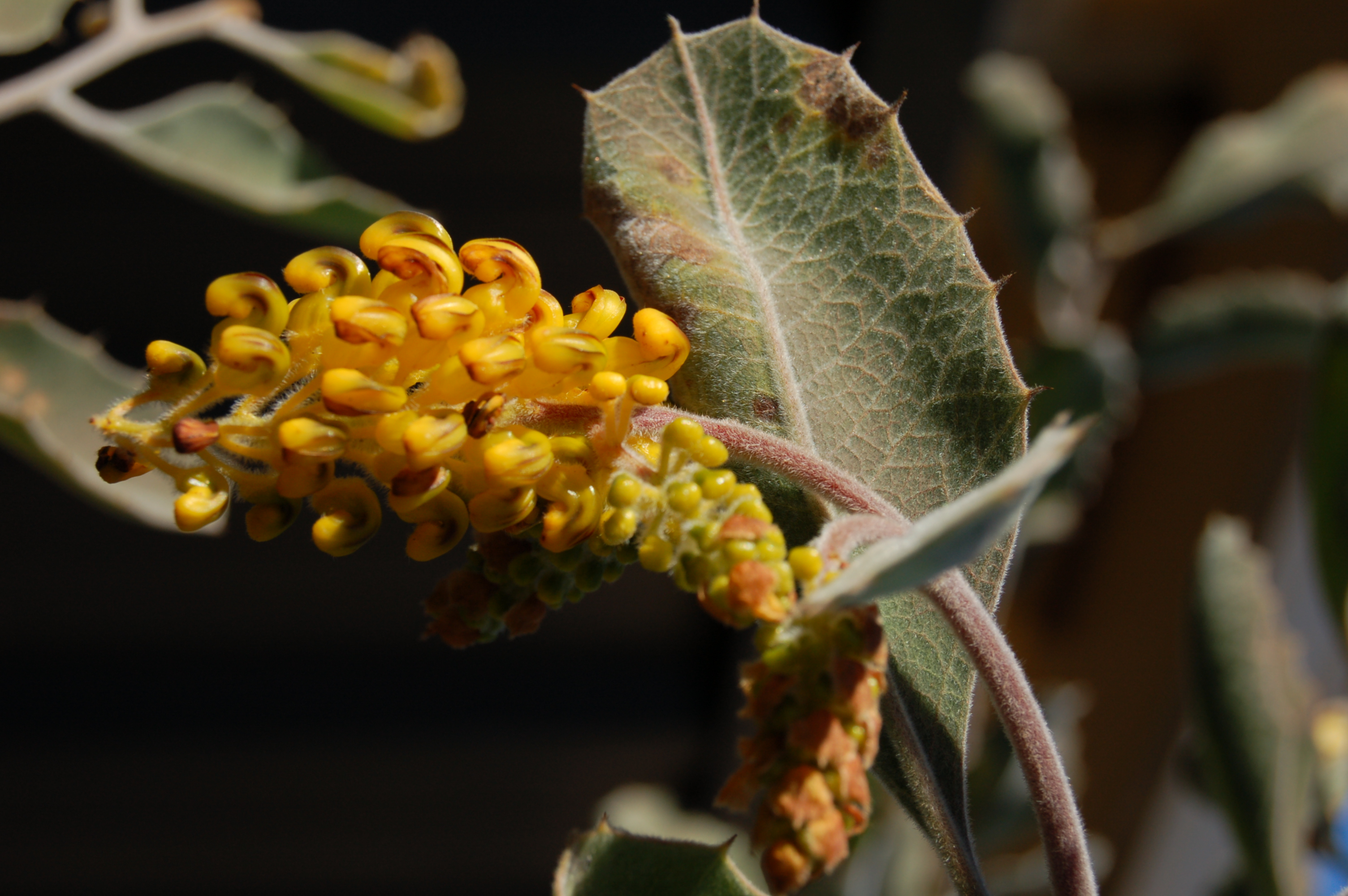
Grevillea miniata
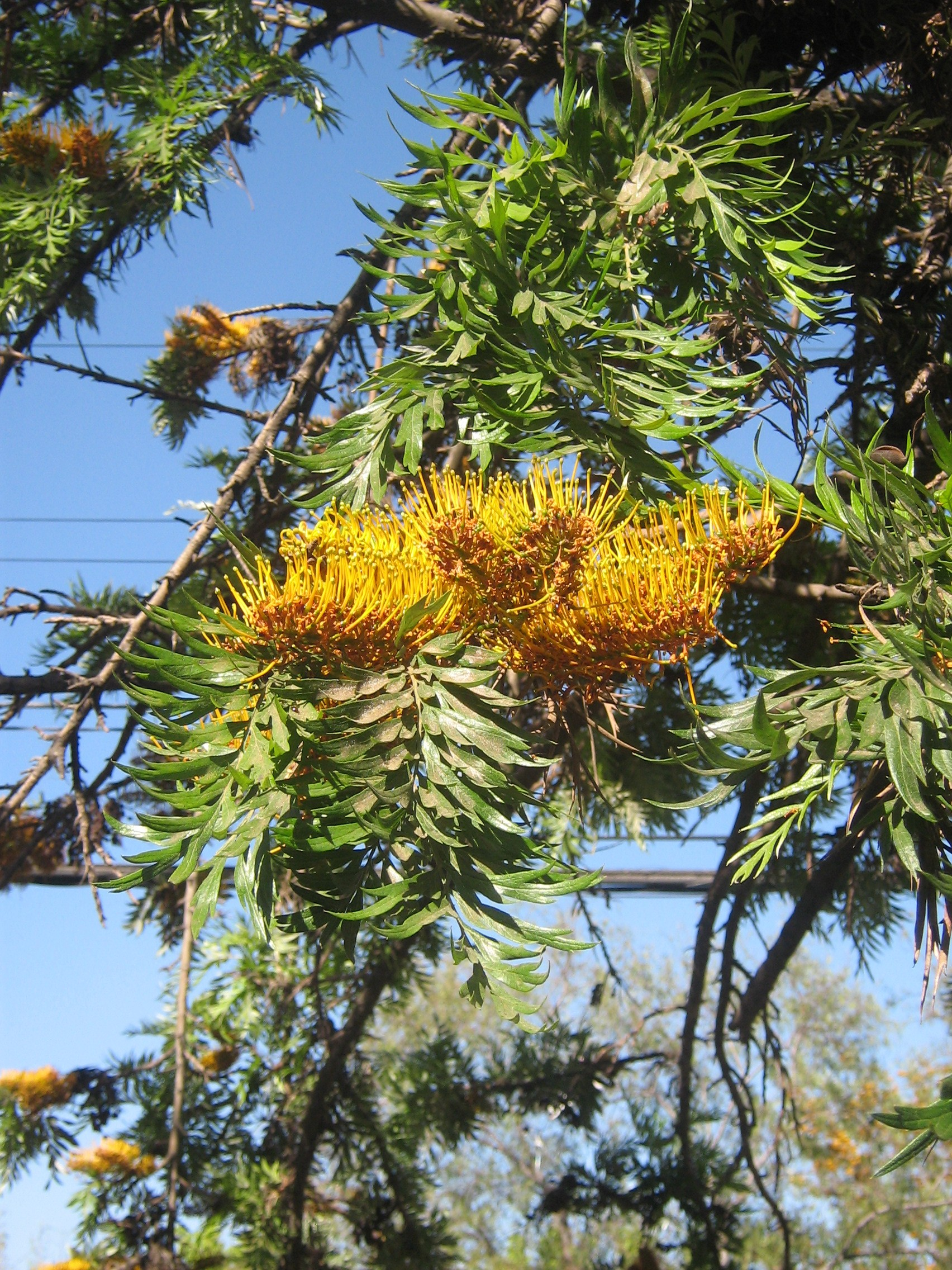
Grevillea robusta
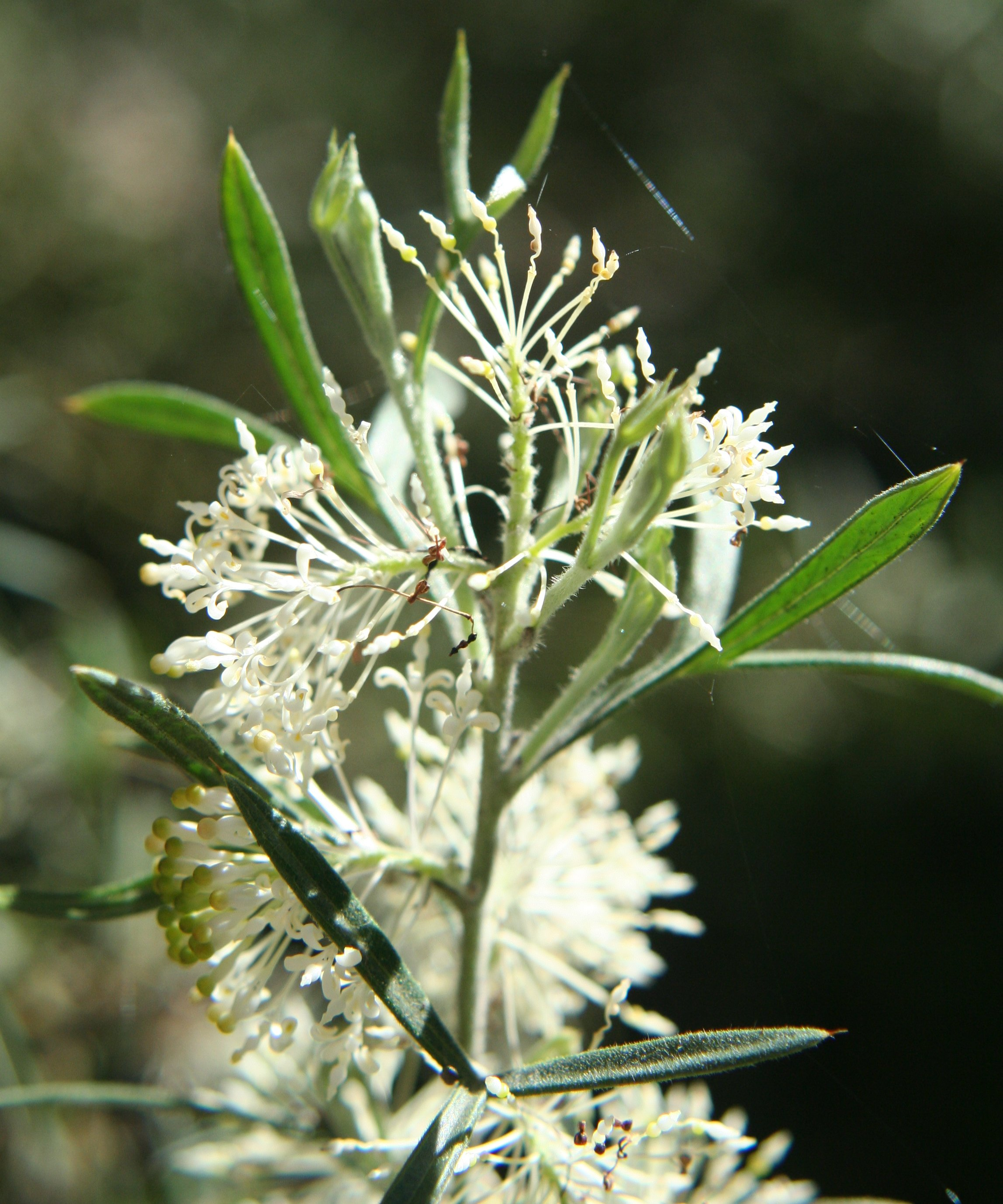
Grevillea triloba